# Арнуа, Элизабет
Эли́забет Ро́уз Арнуа́ (англ. Elisabeth Rose Harnois; род. 26 мая 1979, Детройт, Мичиган) — американская актриса, известная по телесериалу «C.S.I.: Место преступления».

## Биография
Элизабет Арнуа родилась 26 мая 1979 года в Детройте (Мичиган) в семье, не связанной с актёрской профессией (отец — программист, мать — парикмахер-модельер). Семья переехала в Калифорнию, когда девочке было два года, и она выросла в Лос-Анджелесе. В трёхлетнем возрасте Элизабет уже сыграла первую роль в телесериале. Начиная с пяти лет, девочка стала регулярно появляться в кино — сыграла девочку Эбби в «Волшебном Рождестве», девчонку-сорванца Мисси Элдридж в фильме «А где же дети?».
В 1991 году представители компании Disney пригласили Элизабет Арнуа на роль Алисы в детском телешоу «Приключения в стране чудес». Почти тринадцать последующих лет она играла разнообразных девочек-подростков в кино и на телевидении. В перерывах между съёмками подрастающая актриса окончила колледж и поступила в Уэслианский университет на специальность «Актёрское мастерство» и «История», который она окончила в 2001 году. Детский облик, хрупкость фигуры и «ангельский голосок» дали возможность надолго оставаться в образе подростка. Сама актриса, шутя, называет этот период «детским». В фильме «Свидание с дочерью президента» режиссёра Алекса Замма ей удалось сыграть дочь президента США Хэлли Ричмонд. С годами Элизабет Арнуа не удавалось выйти из образа девочки-подростка. Даже снимаясь в одних картинах со своими ровесниками, она неизменно получала роли старшеклассниц или младших сестрёнок, в то время как её коллеги-сверстники уже давно играли «взрослые» роли. Многие поработавшие с Арнуа артисты восхищались комическим талантом Элизабет и её драматическими способностями, но режиссёры, тем не менее, не хотели этого замечать. Они по-прежнему считали девушку, которой было уже за двадцать, актрисой, способной сыграть только подростка.
В 2005 году актриса получила роль Кристины Никсон в сериале «Пойнт Плезант». В том же году ей предложили ещё одну роль — в комедии «Freeвольная жизнь» с участием Эми Седарис. Тогда же Арнуа получила роль в комедийной драме Маркоса Сиеги «Дьявол во плоти», и примерно в тот же период актриса появилась в телесериале «Мыслить как преступник».
В 2007 году участием Арнуа были отмечены такие фильмы, как комедия Маркоса Сиеги «Теория хаоса» и сериал «Грязь». В 2008 году она получила главную роль в мелодраме Тодда Кесслера «Кит». В этой картине Арнуа вновь «примерила на себя школьную форму», но чувства и драматизм фильма оказались очень «взрослыми». В фильме ужасов Дэниела Мирика «Солнцестояние» Арнуа снова оказалась в главной роли. В 2009 году актриса появилась в сериале «Больница Майами». Арнуа снялась в фильме ужасов Роба Шмидта «Плохое мясо» (2011), действие которого происходит в молодёжном исправительном лагере. Почти все[кто?], поработавшие на одной площадке с Элизабет Арнуа, отмечают её актёрский талант, а, главное — универсальность ролей.
В 2011 году Элизабет Арнуа вошла в основной состав сериала «CSI: Место преступления», в котором исполняла роль криминалиста Морган Броуди вплоть до завершения сериала в 2015 году.

## Фильмография
| Год       |     | Русское название                  | Оригинальное название                 | Роль                             |
| --------- | --- | --------------------------------- | ------------------------------------- | -------------------------------- |
| 1985      | ф   | Волшебное Рождество               | One Magic Christmas                   | Эбби Грэйнджер                   |
| 1986      | ф   | Где дети?                         | Where Are the Children?               | Мисси Элдридж                    |
| 1987      | с   | Highway to Heaven                 | Highway to Heaven                     | Дженни Рейнес                    |
| 1987      | с   | Красавица и чудовище              | Beauty and the Beast                  | маленькая девочка                |
| 1988      | мс  | Fantastic Max                     | Fantastic Max                         | Зои Ричардс                      |
| 1989      | мтф | Когда мы встретимся вновь         | Till We Meet Again                    | маленькая Фредди                 |
| 1990      | ф   | The Ugly Duckling                 | The Ugly Duckling                     | Эмили                            |
| 1990      | с   | Timeless Tales from Hallmark      | Timeless Tales from Hallmark          | Эмили                            |
| 1990      | мс  | Potsworth & Co.                   | Potsworth & Co.                       | Рози                             |
| 1991      | с   | Приключения в стране чудес        | Adventures in Wonderland              | Алиса                            |
| 1993      | с   | Принц из Беверли-Хиллз            | The Fresh Prince of Bel-Air           | Стэффи                           |
| 1995      | с   | Клиент                            | The Client                            | Лейт-Энн                         |
| 1995      | с   | Несчастливы вместе                | Unhappily Ever After                  | Петти ЛеГарст                    |
| 1995      | с   | Парень познаёт мир                | Boy Meets World                       | Мисси Робинсон                   |
| 1997      | с   | Brotherly Love                    | Brotherly Love                        | Карли                            |
| 1998      | ф   | Летопись Осириса                  | The Warlord: Battle for the Galaxy    | Мэгги Соренсон                   |
| 1998      | ф   | Свидание с дочерью президента     | My Date with the President's Daughter | Хэйлли Ричмонд                   |
| 1999      | ф   | Долина смерти                     | Facade                                | Кейт                             |
| 1999      | с   | Два парня, девушка и пиццерия     | Two Guys, a Girl and a Pizza Place    | Переводчик                       |
| 2000      | с   | Зачарованные                      | Charmed                               | Брук                             |
| 2000      | с   | Все мои дети                      | All My Children                       | Сара Ливингстон                  |
| 2002      | ф   | Swimming Upstream                 | Swimming Upstream                     | Джули Саттон                     |
| 2005      | ф   | Freeвольная жизнь                 | Strangers with Candy                  | Моника                           |
| 2005      | ф   | Дьявол во плоти                   | Pretty Persuasion                     | Бриттани                         |
| 2005      | с   | Мыслить как преступник            | Criminal Minds                        | Триш Дэвенпорт / Шерил Дэвенпорт |
| 2005—2006 | с   | Пойнт-Плезант                     | Point Pleasant                        | Кристина Никсон                  |
| 2006      | с   | C.S.I.: Место преступления Майами | CSI: Miami                            | Джилл Герард                     |
| 2007      | ф   | Теория хаоса                      | Chaos Theory                          | Джесси Аллен                     |
| 2007      | ф   | Десятидюймовый герой              | Ten Inch Hero                         | Пайпер                           |
| 2007      | с   | Холм одного дерева                | One Tree Hill                         | Шелли Симон                      |
| 2007      | с   | Детектив Раш                      | Cold Case                             | Джени Дэвис '63                  |
| 2008      | ф   | Солнцестояние                     | Solstice                              | Меган / Софи                     |
| 2008      | с   | Грязь                             | Dirt                                  | Милан Карлтон                    |
| 2008      | ф   | Кит                               | Keith                                 | Натали                           |
| 2008      | с   | Без следа                         | Without a Trace                       | Эрин МакНил                      |
| 2008      | с   | 90210: Новое поколение            | 90210                                 | Блонди Блендэд                   |
| 2009      | ф   | Одинокий мужчина                  | A Single Man                          | Молодая девушка                  |
| 2010      | с   | Больница Майами                   | Miami Medical                         | Доктор Уоррен Серена             |
| 2011—2015 | с   | C.S.I.: Место преступления        | CSI: Crime Scene Investigation        | Морган Броуди                    |
| 2011      | мф  | Тайна красной планеты             | Mars Needs Moms!                      | Ки                               |
| 2013      | ф   | Риддл                             | Riddle                                | Холли                            |